# Sadowice (powiat wrocławski)
Sadowice – wieś w Polsce położona w województwie dolnośląskim, w powiecie wrocławskim, w gminie Kąty Wrocławskie.
W latach 1975–1998 miejscowość administracyjnie należała do województwa wrocławskiego.

## Nazwa
Pierwsza wzmianka o miejscowości znajduje się w łacińskim dokumencie z 1250 roku wydanym przez papieża Innocentego IV w Lyonie gdzie wieś zanotowana została w zlatynizowanej, staropolskiej formie „Sadawa”. Notowana także w 1304 Sadowicz, 1360 Zadewicz oraz Sadowicz, 1638 w zgermanizowanej formie Sadowitz.
Nazwa miejscowości wywodzi się od polskiej nazwy sadu oznaczającej owocowy ogród. Heinrich Adamy w swoim dziele o nazwach miejscowości na Śląsku wydanym w 1888 roku we Wrocławiu jako najstarszą nazwę miejscowości wymienia Sadowice podając jej znaczenie "Baumgarten" czyli w języku polskim "Ogród". Podobny wywód przedstawia również niemiecki językoznawca Paul Hefftner. W książce o nazwach miejscowych regionu wrocławskiego z 1910 roku pisze, że nazwa pochodzi z języka polskiego ""sadowy" zu altslawische "saditi", poln. "sadzić" plantare pflanzen, setzen, sad = der Garten, Obstgarten".

## Zabytki
Do wojewódzkiego rejestru zabytków wpisany jest:
- zespół pałacowy, z początku XX w.:
  - pałac
  - park.

W otaczającym pałac parku angielskim zachowały się pozostałości klasycystycznego mauzoleum z 1820 roku. Posiada ono formę boniowanej rotundy z kopulastym, spłaszczonym dachem, gzymsem wieńczącym ząbkowanym oraz wejściem w postaci czterokolumnowego portyku z trójkątnym naczółkiem.